# Mesosella kumei
Mesosella kumei là một loài bọ cánh cứng trong họ Cerambycidae.